# 肖文錦
肖文錦（1962年—），湖北省荆州市公安县人，中國人民解放軍少將
歷仼中国人民解放军军事体育综合训练基地政治委员、党委书记，中國人民解放軍陸軍特種作戰學院政委。